# سعيد عبد العزيز (ممثل)
سعيد عبد العزيز( 1 نوفمبر 1958- ) ممثل إماراتي انضم للمسرح عام 1973 ويعتبر مؤسسا له شارك في العديد من الأعمال المسرحية التي قدمها المسرح كما أشترك في بعض المسلسلات التلفزيونية وقد شارك في أول فيلم إماراتي هو فيلم عابر سبيل.

## أعماله

### المسلسلات التلفزيونية
1. خليل في مهب الريح

1. زمان لول

1. شبيه الريح

1. زمن الطيبين

### المسرحيات
1. التوبة هالمره

1. رحلة حنظلة

1. سر الكنز

1. بومحيوس في بتايا

1. كسلان جداً

1. هي وهاي وهو

1. المصير

1. إذافات الفوت

1. اسم تحت التجربة

1. بومحيوس 97

1. حسينوه سهمك جرحني

1. خربطة مربطة

1. مملكة السلام

1. الدكتور فاس

1. دور فيها يا لشمالي

1. سيف بوهلال

1. السردال

1. المخدوع

1. سويت لي مشاكل

1. قرية الخنفروش

1. حرم معالي الوزير

1. دبابيس

1. سمنهرور

1. علي جناحي التبريزي

1. مطلوب خدامه حالا

### في السينما
1. عابر سبيل